# Walter Tyrwhitt
Pour les articles homonymes, voir Tyrwhitt.
Walter Spencer Stanhope Tyrwhitt, né le 6 septembre 1859 à Oxford et mort en 1932 dans la même ville, est un peintre britannique.

## Biographie
Walter Spencer Stanhope Tyrwhitt né le 6 septembre 1859 à
Oxford, est le fils de Richard St John Tyrwhitt.
Il expose à la Royal Academy de 1913 à 1921. Il est membre de la Royal Society of British Artists. Il est le mari d'Ursula Tyrwhitt.
Walter Tyrwhitt meurt en 1932 dans sa ville natale.